# Neoichoronyssus
Neoichoronyssus es un  género de ácaros parásitos perteneciente a la familia  Macronyssidae.

## Especies
Neoichoronyssus Fonseca, 1941
- Neoichoronyssus hubbardi (Jameson)
- Neoichoronyssus wernecki (Fonseca, 1935)